# 高雄市
高雄市（カオシュン/たかお-し、英語: Kaohsiung City）は、台湾南部に位置する中華民国の直轄市。市内の高雄港は台湾最大の港である。

## 概要

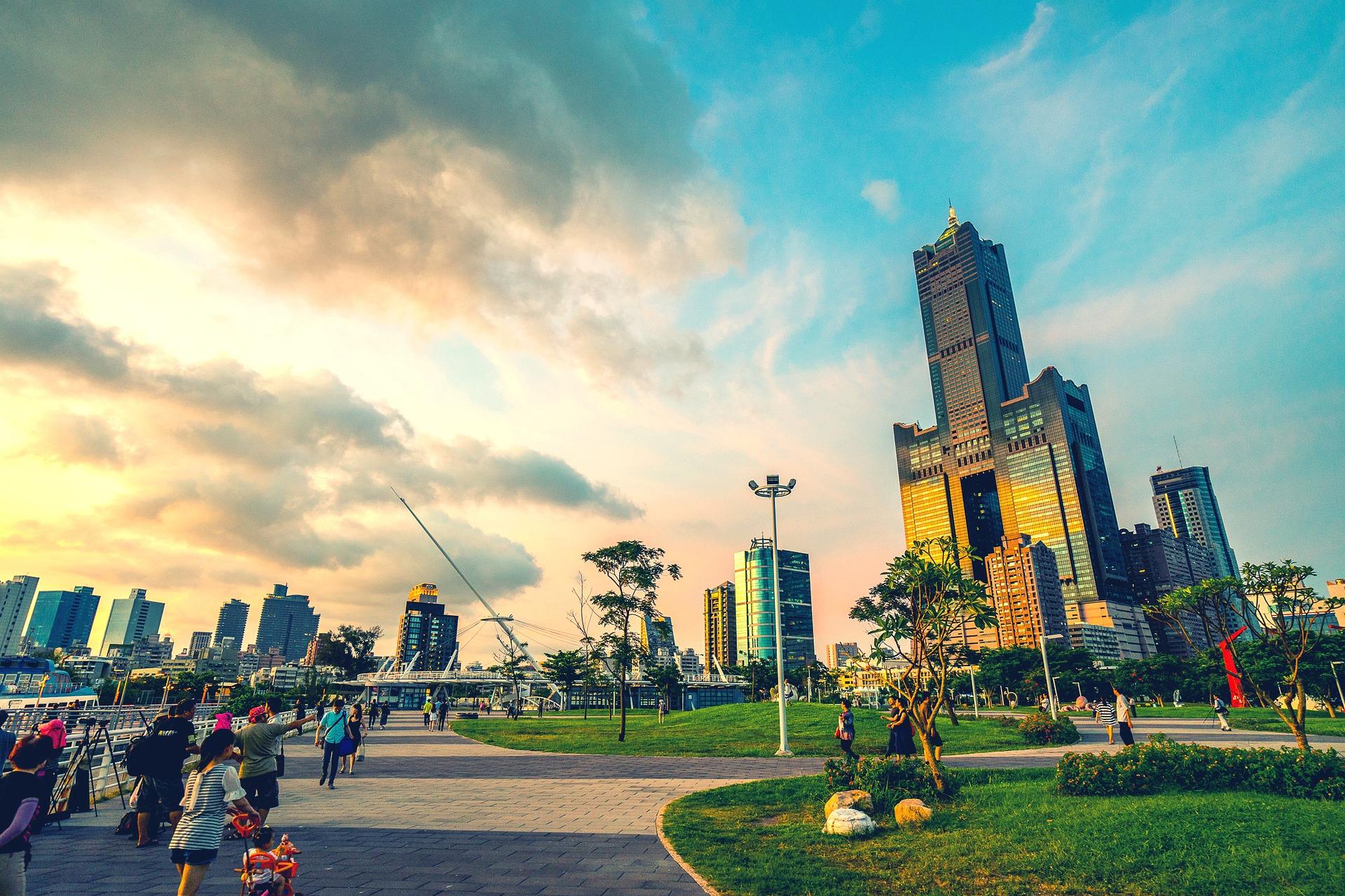
黄昏時の高雄港

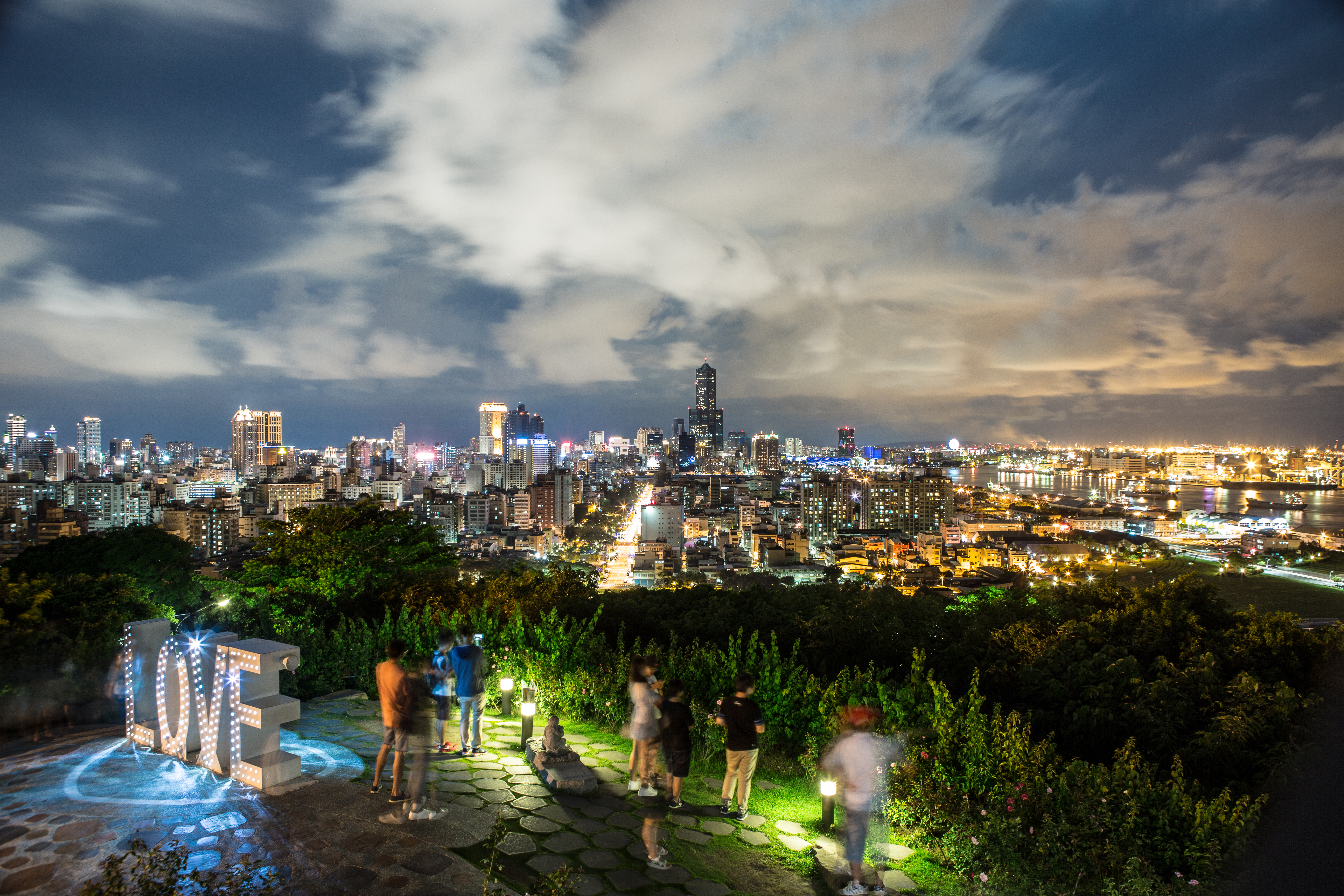
寿山から見下ろした高雄市街

1979年（民国68年）7月1日、台湾省管轄下の省轄市から直轄市に昇格し、2010年（民国99年）12月25日には旧高雄市と高雄県が新設合併して現在の高雄市となった。台湾地区最大の面積を有する都市で、2022年5月時点の人口は272万4134人であり、台湾第3位。高雄市は、台北都市圏と台中都市圏に次ぐ台湾第三の都市圏「高雄都市圏」の中枢都市として、台湾を代表する貿易港を有している。
台湾の多くの地名は、漢字を音読みするのが通例だが、「高雄」は日本統治時代に地名を日本風に変更した他の箇所同様、日本統治時代の読み方が引き続き用いられている。そのため、「こうゆう」ではなく、由来となった京都の高雄と同様に「たかお」と呼ばれているが、中華民国の国語では、Gāoxióngと発音することから、カオシオン・カオシュン・カオションと読まれることもある。

## 地理
高雄は、寿山というテーブル状の大きな台地（標高200m）のふもとに位置する港である。海からの目当てになる山と、旗津という名の砂州に保護された潟は、古くから良港として知られていた。
日本統治が始まる以前から日本統治期間にかけての市街地は、愛河（日本統治時代の高雄川）の西側、寿山山麓に位置していたが、戦後に市街地は愛河の東部に拡大、高雄駅や市の中心も愛河東部に移転した。
また、高雄市民政局職員の林金枝により、中心部の東西方向の路の名は、日本式の町・丁目から、南から北へ 一心路、二聖路、三多路、四維路、五福路、六合路、七賢路、八徳路、九如路、十全路、と数字を頭にした名前に改名された。それらの道路の規格は同一でなく、また正確に東西方向を連絡していない上に、その間に中正四路や民生一路などが不規則に位置している。それでも南から北へ数字を割り当てた命名は、市内交通の位置を説明するのに便利である。更に東西方向の位置は、一心路を例にすると、南北の主要路との交差点を区切りとして東から西に一心一路、一心二路等と区分してあり、それぞれの路に沿っておおよそ把握できる。

### 気候
冬季（最寒月）の平均気温が18℃以上あり、最少雨月降水量が60mm未満かつ（100-0.04×年平均降水量）mm未満であるため、ケッペンの気候区分によればサバナ気候に属する。
| 高雄市（1991年 - 2020年）の気候 | 高雄市（1991年 - 2020年）の気候 | 高雄市（1991年 - 2020年）の気候 | 高雄市（1991年 - 2020年）の気候 | 高雄市（1991年 - 2020年）の気候 | 高雄市（1991年 - 2020年）の気候 | 高雄市（1991年 - 2020年）の気候 | 高雄市（1991年 - 2020年）の気候 | 高雄市（1991年 - 2020年）の気候 | 高雄市（1991年 - 2020年）の気候 | 高雄市（1991年 - 2020年）の気候 | 高雄市（1991年 - 2020年）の気候 | 高雄市（1991年 - 2020年）の気候 | 高雄市（1991年 - 2020年）の気候 |
| 月                              | 1月                             | 2月                             | 3月                             | 4月                             | 5月                             | 6月                             | 7月                             | 8月                             | 9月                             | 10月                            | 11月                            | 12月                            | 年                              |
| ------------------------------- | ------------------------------- | ------------------------------- | ------------------------------- | ------------------------------- | ------------------------------- | ------------------------------- | ------------------------------- | ------------------------------- | ------------------------------- | ------------------------------- | ------------------------------- | ------------------------------- | ------------------------------- |
| 最高気温記録 °C （°F）          | 31.6 (88.9)                     | 32.5 (90.5)                     | 33.2 (91.8)                     | 35.4 (95.7)                     | 36.4 (97.5)                     | 37.2 (99)                       | 37.1 (98.8)                     | 36.1 (97)                       | 37.6 (99.7)                     | 34.8 (94.6)                     | 33.0 (91.4)                     | 31.0 (87.8)                     | 37.6 (99.7)                     |
| 平均最高気温 °C （°F）          | 24.2 (75.6)                     | 25.0 (77)                       | 27.0 (80.6)                     | 29.3 (84.7)                     | 31.0 (87.8)                     | 32.1 (89.8)                     | 32.7 (90.9)                     | 32.1 (89.8)                     | 31.8 (89.2)                     | 30.1 (86.2)                     | 28.1 (82.6)                     | 25.3 (77.5)                     | 29.1 (84.4)                     |
| 日平均気温 °C （°F）            | 19.7 (67.5)                     | 20.7 (69.3)                     | 23.0 (73.4)                     | 25.7 (78.3)                     | 27.8 (82)                       | 28.9 (84)                       | 29.4 (84.9)                     | 28.9 (84)                       | 28.5 (83.3)                     | 26.9 (80.4)                     | 24.5 (76.1)                     | 21.2 (70.2)                     | 25.4 (77.7)                     |
| 平均最低気温 °C （°F）          | 16.2 (61.2)                     | 17.2 (63)                       | 19.7 (67.5)                     | 22.8 (73)                       | 25.2 (77.4)                     | 26.3 (79.3)                     | 26.7 (80.1)                     | 26.3 (79.3)                     | 25.9 (78.6)                     | 24.4 (75.9)                     | 21.6 (70.9)                     | 17.9 (64.2)                     | 22.5 (72.5)                     |
| 最低気温記録 °C （°F）          | 5.7 (42.3)                      | 6.6 (43.9)                      | 6.8 (44.2)                      | 10.3 (50.5)                     | 17.3 (63.1)                     | 19.0 (66.2)                     | 20.0 (68)                       | 20.7 (69.3)                     | 19.5 (67.1)                     | 14.7 (58.5)                     | 10.2 (50.4)                     | 4.4 (39.9)                      | 4.4 (39.9)                      |
| 雨量 mm （inch）                | 19.1 (0.752)                    | 17.7 (0.697)                    | 32.3 (1.272)                    | 68.4 (2.693)                    | 202.2 (7.961)                   | 416.2 (16.386)                  | 377.2 (14.85)                   | 512.4 (20.173)                  | 224.5 (8.839)                   | 53.4 (2.102)                    | 25.6 (1.008)                    | 19.2 (0.756)                    | 1,968.2 (77.489)                |
| 平均降雨日数 （≥0.1 mm）        | 3.2                             | 3.2                             | 3.6                             | 5.4                             | 6.2                             | 12.9                            | 13.2                            | 16.7                            | 10.1                            | 4.2                             | 2.8                             | 2.8                             | 84.3                            |
| % 湿度                          | 71.6                            | 71.8                            | 71.9                            | 74.2                            | 76.6                            | 79.0                            | 78.0                            | 79.9                            | 77.5                            | 74.2                            | 73.1                            | 71.6                            | 75.0                            |
| 平均月間日照時間                | 177.0                           | 176.0                           | 194.7                           | 197.2                           | 207.7                           | 215.0                           | 220.7                           | 189.3                           | 188.6                           | 191.9                           | 166.5                           | 157.2                           | 2,281.8                         |
| 出典：中央気象局                |                                 |                                 |                                 |                                 |                                 |                                 |                                 |                                 |                                 |                                 |                                 |                                 |                                 |

### 行政区画
合併前の旧高雄市11区と高雄県1市3鎮23郷を、38区としてそのまま受継いでいる。また1983年より南シナ海にある東沙諸島及び南沙諸島太平島を高雄市旗津区中興里の管轄としている。
- 楠梓区
- 左営区
- 鼓山区
- 三民区
- 苓雅区
- 前鎮区

- 小港区
- 塩埕区
- 前金区
- 新興区
- 旗津区

- 鳳山区
- 岡山区
- 旗山区
- 美濃区
- 林園区

- 大寮区
- 大樹区
- 仁武区
- 大社区
- 鳥松区

- 橋頭区
- 燕巣区
- 田寮区
- 阿蓮区
- 路竹区

- 湖内区
- 茄萣区
- 永安区
- 弥陀区
- 梓官区

- 六亀区
- 甲仙区
- 杉林区
- 内門区
- 茂林区

- 桃源区
- 那瑪夏区

## 歴史

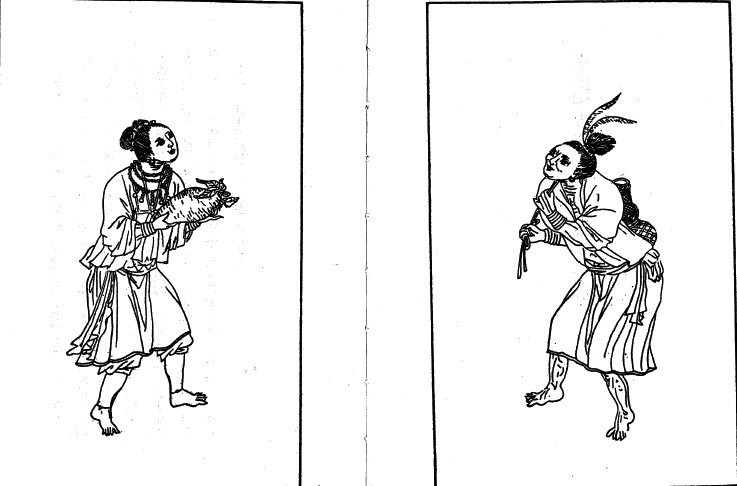
マカタオ族

先史時代の遺跡が発掘されており、集落は17世紀に打狗（台湾語: Táⁿ-káu, ターカウ）という小さな村から発展し、都市へと成長した。ターカウとは平埔族マカタオ族の集落タアカウ社の名称に由来し、そのマカタオ族の言語で「竹林」を意味する言葉であった。1624年にオランダはこの場所に砦を築いたが、1661年に鄭成功によって駆逐され、1664年に万年州（萬年州）が設置された。1684年清の統治が開始され、台湾府の一部として鳳山県が設けられ県治が興隆荘（現在の左営）に設けられた。
1858年の天津条約で清は台湾島に複数の開港地を設けることを約束させられ、1864年開港の打狗港（Port of Takau/Takow）はそのひとつで、外国貿易で栄え始めた。
1895年（光緒21年/明治28年）に下関条約により台湾が日本に割譲されると、日本は海軍の南方方面での補給港を確保すべく打狗（たかお）の開発を進めた。地名に関しては1920年（大正9年）9月の地方制度実施で、「打狗」という文字が卑俗であるとし、またそれまで台湾人にとって一対の地名と考えられていた民雄（たみお、旧「打猫」ターニャウ）との釣り合いも考慮し、1日、台湾総督府により打狗と発音の近い内地の名所でもある高雄（たかお）に改称され、地方制度改正で設置されることとなった新州「打狗州」が最終的に「高雄州」に改められた。これに伴って州庁所在地となった打狗も「高雄街」に改称された。総督府の土木部臨時台湾工事部の官制が廃止されたのちに、1924年（大正13年）には高雄郡が廃止され、高雄街は高雄市に昇格して高雄州に直属した。 
日本統治時代には、精米・製糖を主力に、セメント工業、アルカリ工業、台糖鋳物工場、塩糖酒精工場、氷糖製造業、生石灰合資会社、造船業、南部製酒会社、台湾煉瓦工場、新高製氷工場、打狗窯業会社などが創業した。
1945年（昭和20年/民国34年）、日本の降伏により台湾は中華民国が接収することになり、高雄市は省轄市（現在の市）とされ台湾省に帰属した。
1979年（民国68年）7月1日、行政院は高雄市を直轄市に昇格させることを決定、前鎮区に隣接する高雄県小港郷を編入した。
2010年（民国99年）12月25日には旧高雄市と高雄県が合併して新たな高雄市が誕生し、最大の面積を持つ直轄市となった。
市周辺に重工業地帯が広がり大気汚染が社会問題となっている。また外省人の多い台北に対して本省人の多い高雄は野党的色彩や台湾人としてのアイデンティティーへの志向が強く、後に有名になった1979年12月の高雄事件（美麗島事件）なども発生している。この政治的経緯もあり民主進歩党など泛緑連盟の勢力の地盤ともなっている。

## 政治

### 行政

#### 市長
歴代市長
行政院任命直轄市長
- 第1代：王玉雲 1979年7月1日 - 1981年
- 第2代：楊金欉 1981年6月22日 - 1982年
- 第3代：許水徳 1982年4月19日 - 1985年
- 第4代：蘇南成 1985年5月30日 - 1990年（後に国民大会主席）
- 第5代：呉敦義 1990年6月18日 - 1994年

民選直轄市長
- 第1代：呉敦義 1994年12月25日 - 1998年
- 第2代：謝長廷 1998年12月25日 - 2002年
- 第3代：謝長廷 2002年12月25日 - 2005年2月1日（行政院院長に就任のため辞任）
  - （代理）陳其邁 2005年2月1日 - 2005年9月25日（劣悪な労働環境の露呈により引責辞任。高雄捷運に従事するタイ人労働者の暴動が発生）
  - （代理）葉菊蘭 2005年9月25日 - 2006年（民進党候補選挙で世論調査により脱落）
- 第4代：陳菊 2006年12月25日 - 2010年12月24日

高雄県合併後
- 第1代：陳菊 2010年12月25日 - 2014年12月25日
- 第2代：陳菊 2014年12月25日 - 2018年4月22日（総統府秘書長に就任のため辞任）
  - (代理)許立明（中国語版、英語版） 2018年4月23日 - 2018年12月25日
- 第3代：韓国瑜 2018年12月25日 - 2020年6月12日
  - (代理)楊明州（中国語版） 2020年6月12日 - 2020年8月24日
  - (補欠)陳其邁 2020年8月24日 - 2022年11月22日
- 第4代：陳其邁 2022年11月22日 -

## 対外関係

### 姉妹都市･提携都市
アジア
- 熊本県（日本国）
- 熊本市（日本国 熊本県）
- 八王子市（日本国 東京都）
- 佐渡市（日本国 新潟県）
- 釜山広域市（大韓民国）
- 大田広域市（大韓民国）
- 大邱広域市（大韓民国）
- 水原市（大韓民国 京畿道）
- セブ（フィリピン共和国 セブ州）
- ダナン（ベトナム社会主義共和国）
- マレ（モルディブ共和国 マレ首都圏）

北アメリカ
- ホノルル（アメリカ合衆国 ハワイ州）
- ノックスビル（アメリカ合衆国 テネシー州）
- ペンサコーラ（アメリカ合衆国 フロリダ州）
- メイコン（アメリカ合衆国 ジョージア州）
- プレインズ（アメリカ合衆国 ジョージア州）
- モービル（アメリカ合衆国 アラバマ州）
- タルサ（アメリカ合衆国 オクラホマ州）
- サンアントニオ（アメリカ合衆国 テキサス州）
- リトルロック（アメリカ合衆国 アーカンソー州）
- コロラドスプリングス（アメリカ合衆国 コロラド州）
- マイアミ（アメリカ合衆国 フロリダ州）
- ポートランド（アメリカ合衆国 オレゴン州）
- シアトル（アメリカ合衆国 ワシントン州）
- フォートローダーデール（アメリカ合衆国 フロリダ州）
- キング郡（アメリカ合衆国 ワシントン州）

中南アメリカ
- バランキージャ（コロンビア共和国 アトランティコ県）
- カルタゴ（コスタリカ共和国 カルタゴ州）
- ベリーズシティ（ベリーズ国 ベリーズ郡）
- パナマシティ（パナマ共和国 パナマ県）

オセアニア
- ゴールドコースト（オーストラリア連邦 クイーンズランド州）

アフリカ
- ダーバン（南アフリカ共和国 クワズール・ナタール州）
- ブランタイヤ（マラウイ共和国 南部州）
- カニフィング（ガンビア共和国 バンジュール地方）[19]

ヨーロッパ
- エールツゲビルクス郡（ドイツ連邦共和国 ザクセン州）
- ブラチスラヴァ県（スロバキア共和国）

## 経済

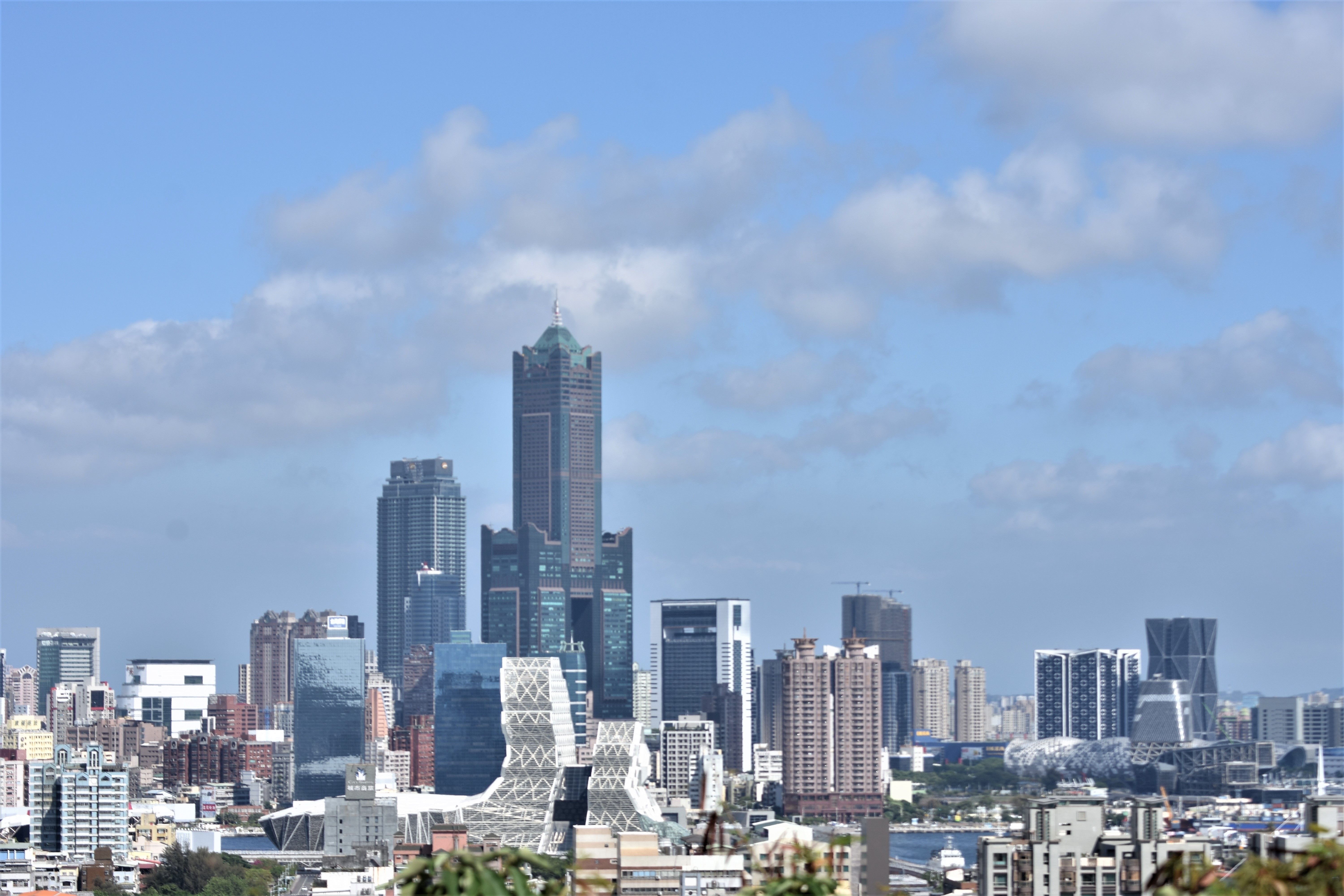
高雄スカイライン

1966年から楠梓区において加工輸出区が開業し、以後、加工貿易の工業団地や重化学工業のコンビナートが集積する台湾随一の工業都市となった。

## 交通

### 空港
高雄国際空港は台湾桃園国際空港に次ぐ同国2番目の国際空港である。東京、大阪、福岡、北海道、熊本、沖縄、ソウル、釜山、シンガポール、香港、北京、上海、バンコク等を結ぶ国際線も就航している。

### 鉄道
台湾鉄路管理局（台鉄）
■縦貫線（南段）
- 大湖 - 路竹 - 岡山 - 橋頭 - 楠梓 - 新左営 - 左営（旧城） - 内惟 - 美術館 - 鼓山 - 三塊厝 - 高雄
■屏東線
高雄 - 民族 - 科工館 - 正義 - 鳳山 - 後庄 - 九曲堂 -
台湾高速鉄道（台湾高鉄/台湾新幹線）
■台湾高速鉄道
- 左営
高雄捷運（高捷）
■紅線
小港 - 高雄国際機場 - 草衙 - 前鎮高中 - 凱旋 - 獅甲 - 三多商圏 - 中央公園 - 美麗島 - 高雄車站 - 後驛 - 凹子底 - 巨蛋 - 生態園区 - 左営 - 世運/国家体育園区 - 油廠国小 - 楠梓加工区 - 後勁 - 都会公園 - 青埔 - 橋頭糖廠 - 橋頭火車站 - 岡山高医-岡山車站
■橘線
哈瑪星 - 塩埕埔 - 前金 - 美麗島 - 信義国小 - 文化中心 - 五塊厝 - 苓雅運動園区 - 衛武営 - 鳳山西 - 鳳山 - 大東 - 鳳山国中 - 大寮
■環状軽軌
籬仔内 - 凱旋瑞田 - 前鎮之星 - 凱旋中華 - 夢時代 - 経貿園区 - 軟体園区 - 高雄展覧館 - 旅運中心 - 光栄碼頭 - 真愛碼頭 - 駁二大義 - 駁二蓬莱 - 哈瑪星 - 寿山公園 - 文武聖殿 - 鼓山区公所 - 鼓山 - 馬卡道 - 台鉄美術館 - 内惟芸術中心 - 美術館 - 聯合医院 - 龍華国小 - 愛河之心 - 新上国小 - 大順民族 -  湾仔內- 高雄高工 - 樹徳家商 - 科工館 - 聖功医院 - 凱旋公園 - 衛生局 - 五権国小 - 凱旋武昌 - 凱旋二聖 - 軽軌機廠 - 籬仔内

### バス
市内バス路線（高雄市公車）は、高雄市政府交通局の管轄下に走る民間バス事業者7社の208路線が網のように広がる（港都客運、高雄客運、東南客運、南台灣客運、義大客運、統聯客運、漢程客運）。隣接県市へのアクセスは公路客運が担い、長距離高速バス網を運行する国道客運バスなどがある。

### 高速道路
高速道路1号（国道1号）
- 路竹IC - 高科IC - 岡山IC - 楠梓IC -  鼎金JCT - 高雄IC - 瑞隆路IC - 五甲JCT - 五甲IC - 高雄端
フォルモサ高速公路（国道3号）
- 田寮IC - 田寮料金所 - 燕巣JCT -
高雄支線（国道10号）
左営端 - 鼎金JCT - 仁武IC - 仁武JCT - 燕巣IC - 燕巣JCT - 嶺口IC - 旗山端
高雄潮州快速公路（台88線）
五甲JCT - 鳳山IC - 大寮IC - 大発IC -

### 港湾

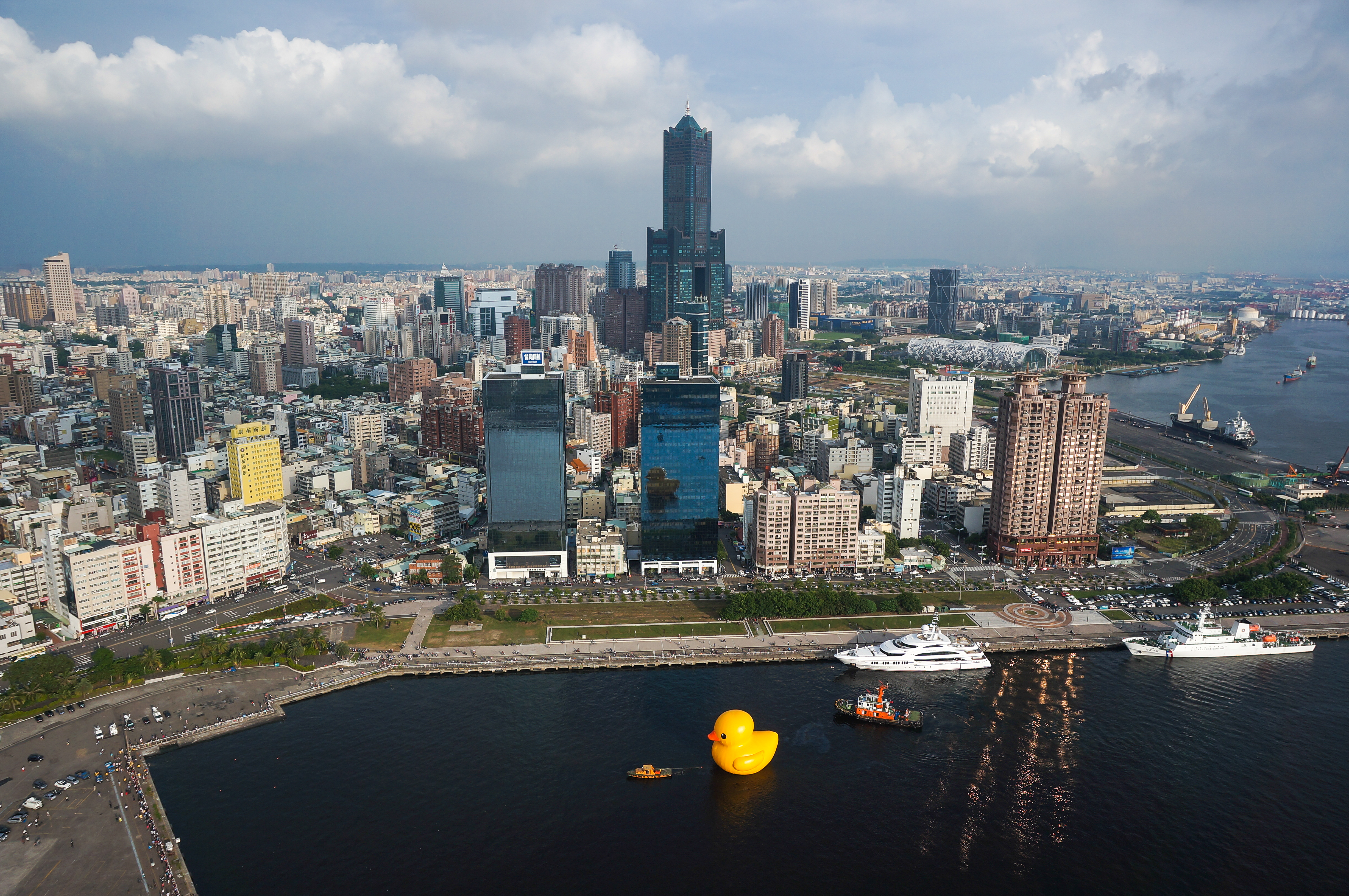
高雄の港湾

市内には台湾最大でアジアでも香港港・シンガポール港・上海港に次ぐ規模のコンテナ港である高雄港を有しており、台湾で消費される石油の大部分が輸入され、同国の重工業を支えている。また輸出港としてアルミニウム、木及び紙製品、肥料、セメント、金属、機械類、船舶が輸出されている。
- 日本航路（琉球海運）
  - 博多港 - 鹿児島港 - 那覇港 - 平良港（宮古島） - 石垣港（石垣島） - 高雄港

## 教育

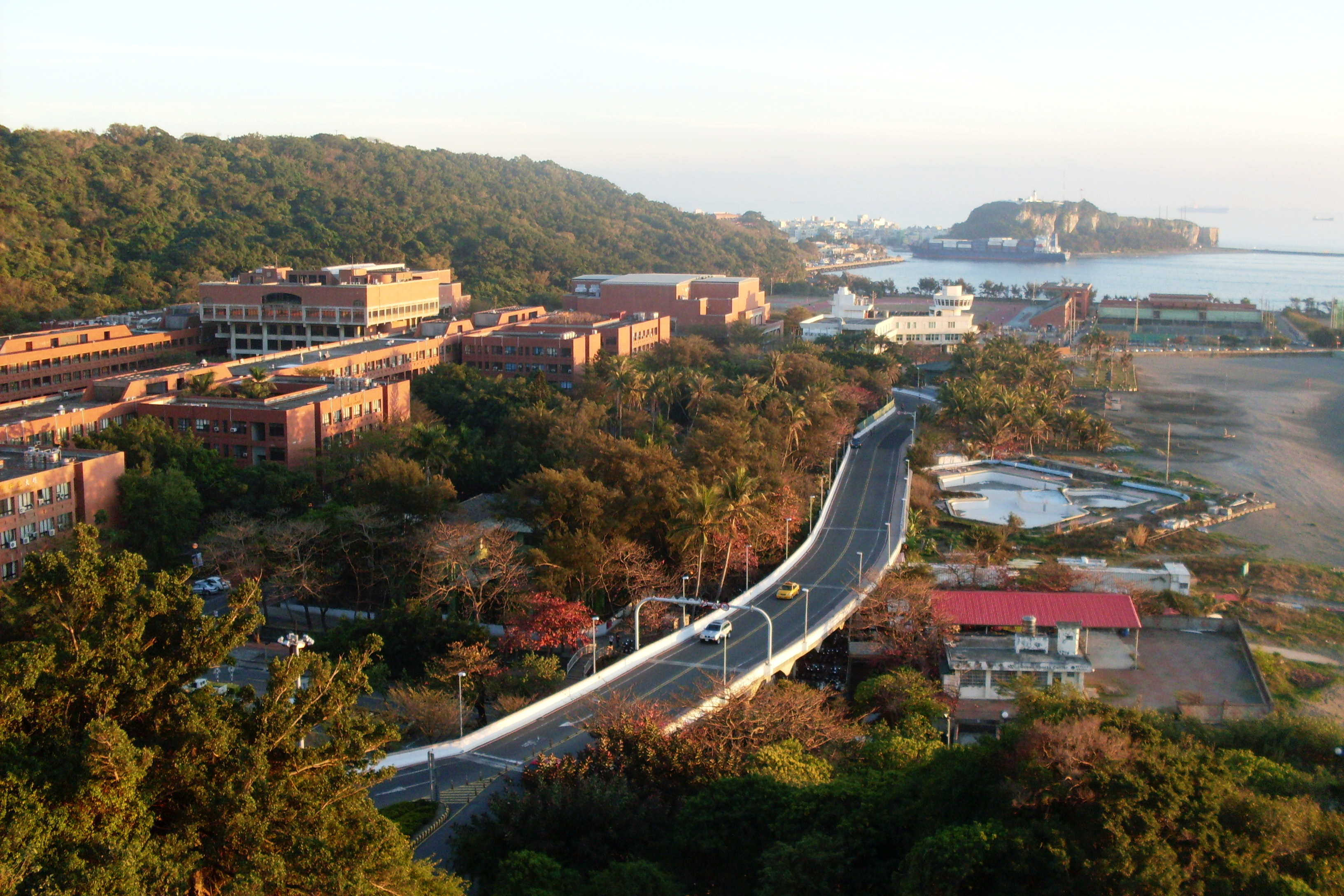
中山大学

### 国立・市立大学
高雄市に本部を置く大学
- 国立中山大学
- 国立高雄師範大学
- 国立高雄大学
- 高雄市立空中大学

### 私立大学
- 高雄医学大学
- 義守大学
- 実践大学高雄キャンパス

### 科技大学/技術学院
- 国立高雄科技大学
- 国立高雄餐旅大学
- 文藻外語大学
- 樹徳科技大学
- 輔英科技大学
- 正修科技大学
- 高苑科技大学
- 東方設計大学
- 和春技術学院

### 専科学校
- 樹人医護管理専科学校
- 育英医護管理専科学校
- 高美医護管理専科学校

### 軍事、警察関係大学
- 中華民国陸軍軍官学校
- 中華民国海軍軍官学校
- 中華民国空軍軍官学校
- 空軍航空技術学院

### その他学校
各区の教育欄を参照の事
- 高雄日本人学校
- 高雄米国学校
- 高雄韓国学校

## 観光

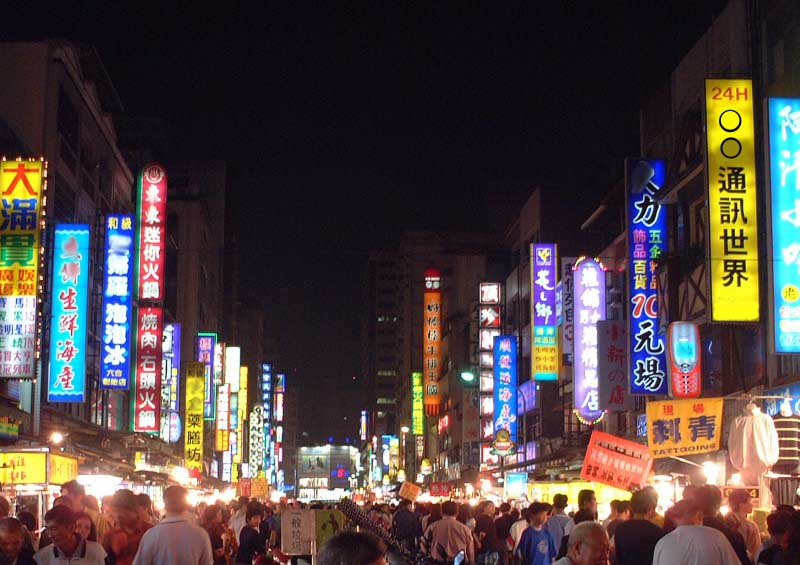
六合二路の夜市（2002年）

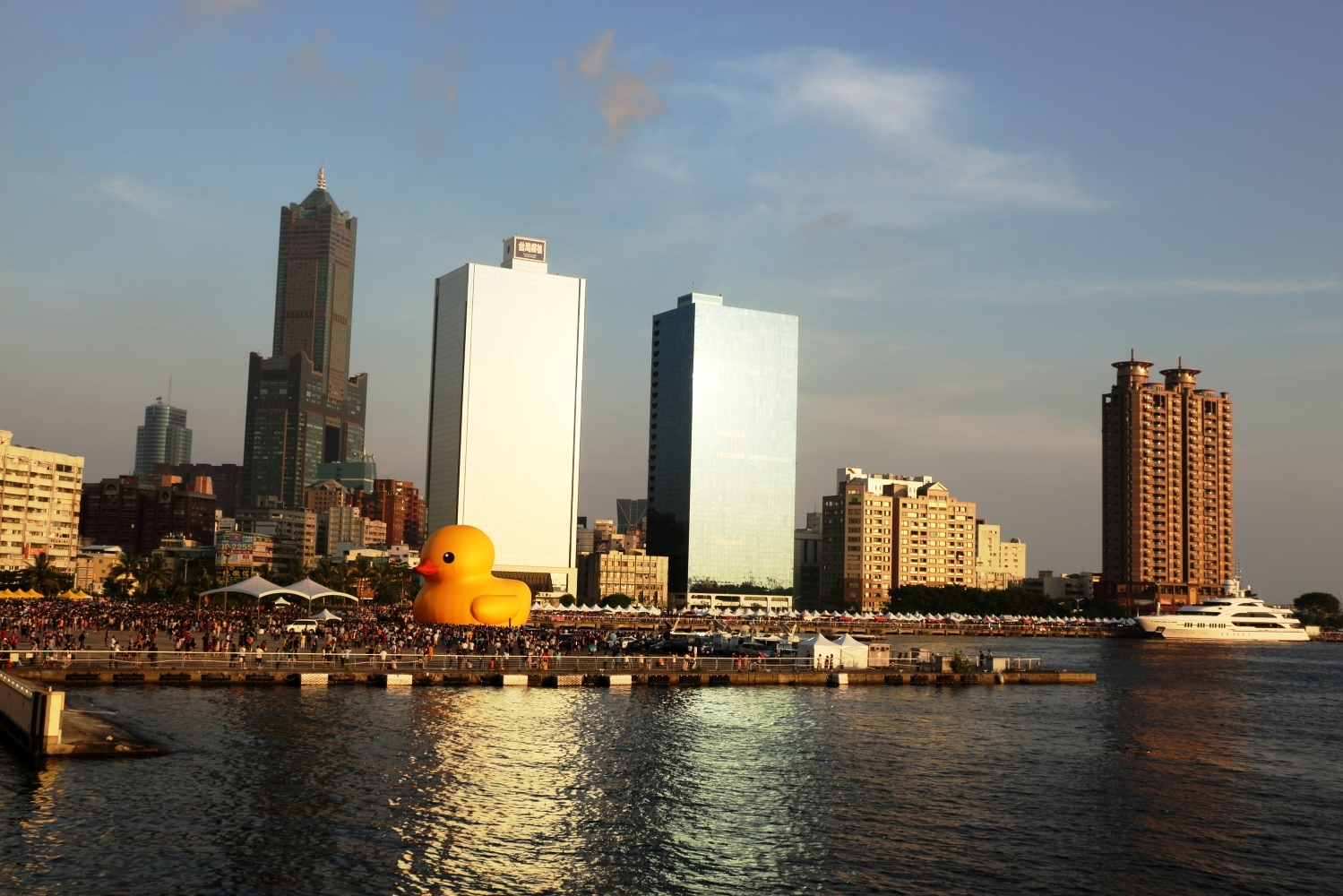
高雄で展示されたラバーダック（2013年）

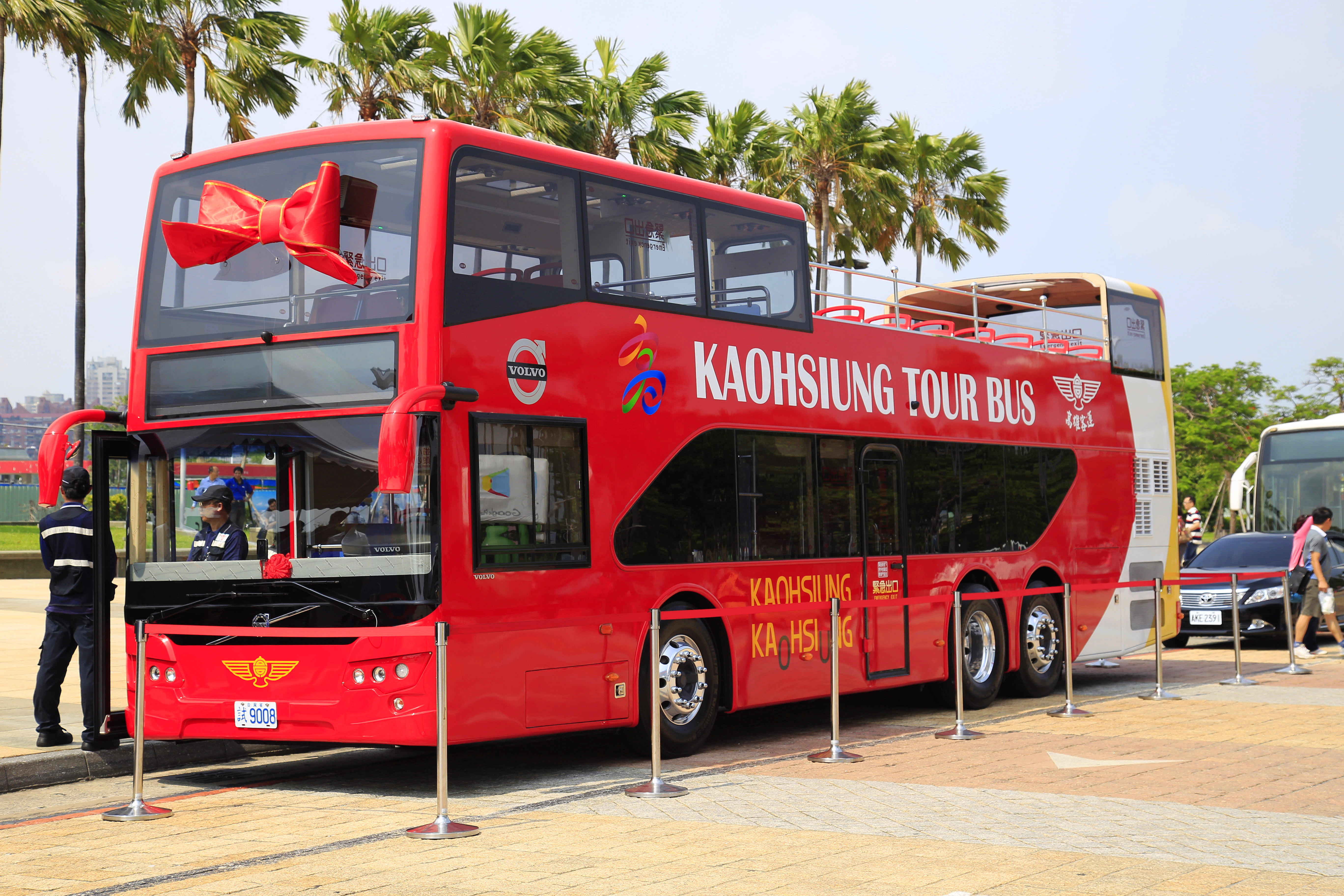
オープントップ2階建てバス（2016年導入）

### 名所･旧跡
国定古蹟
- 鳳山龍山寺
- 竹仔門電廠（中国語版）
- 鳳山県旧城（中国語版）
- 中都唐栄磚窯廠（中国語版）（中都唐榮磚窯廠）- 前身は「鮫島煉瓦工廠」というレンガ工場。創業者は鮫島盛（鮫島尚信の弟）、その死後は後宮信太郎（後宮淳の兄）が引き継いで「台湾煉瓦」に改称[20][21]。
- 旧海軍鳳山無線電信所[22]
- 旗後砲台
- 打狗英国領事館文化園区
- 下淡水渓鉄橋

国定古蹟は2019年1月時点で以上8件であった。
市定古蹟 
- 旗後天后宮
- 雄鎮北門
- 旗後灯塔
- 高雄市武徳殿
- 高雄愛国婦人会
- 高雄市立歴史博物館
- 打狗水道浄水池
- 打狗公学校(現旗津国小)
- 友松醫院
- 西子湾蔣公紀念館（中国語版）（元寿海水浴場の温浴場）
- 内惟李氏古宅（中国語版）
- 陳中和墓（中国語版）
- 鳳儀書院（中国語版）
- 鳳山県新城（中国語版）残跡
- 鳳山県旧城（中国語版）孔子廟崇聖祠
- 橋仔頭糖廠（中国語版）
- 竹寮取水站
- 旗山鎮農会
- 旗山天后宮
- 旗山国小
- 旗山鼓山国小
- 龍肚庄里社真官伯公
- 九芎林里社真官伯公
- 瀰濃庄里社真官伯公
- 瀰濃東門楼
- 瀰濃庄敬字亭
- 金瓜寮聖蹟亭
- 明寧靖王墓
- 甲仙鎮海軍墓
- 萬山岩雕
- 旧岡山日本海軍航空隊編號A1~A16宿舍群（樂群村）

歴史建築
- 高雄港駅
- 高雄港駅北信号所
- 高雄港港史館
- 旧三和銀行
- 西子湾隧道
- 高雄市忠烈祠（元高雄神社）
- 高雄代天宮（中国語版）
- 逍遙園（中国語版）
- 玫瑰聖母聖殿司教座堂
- 浅野セメント高雄工場（中国語版）

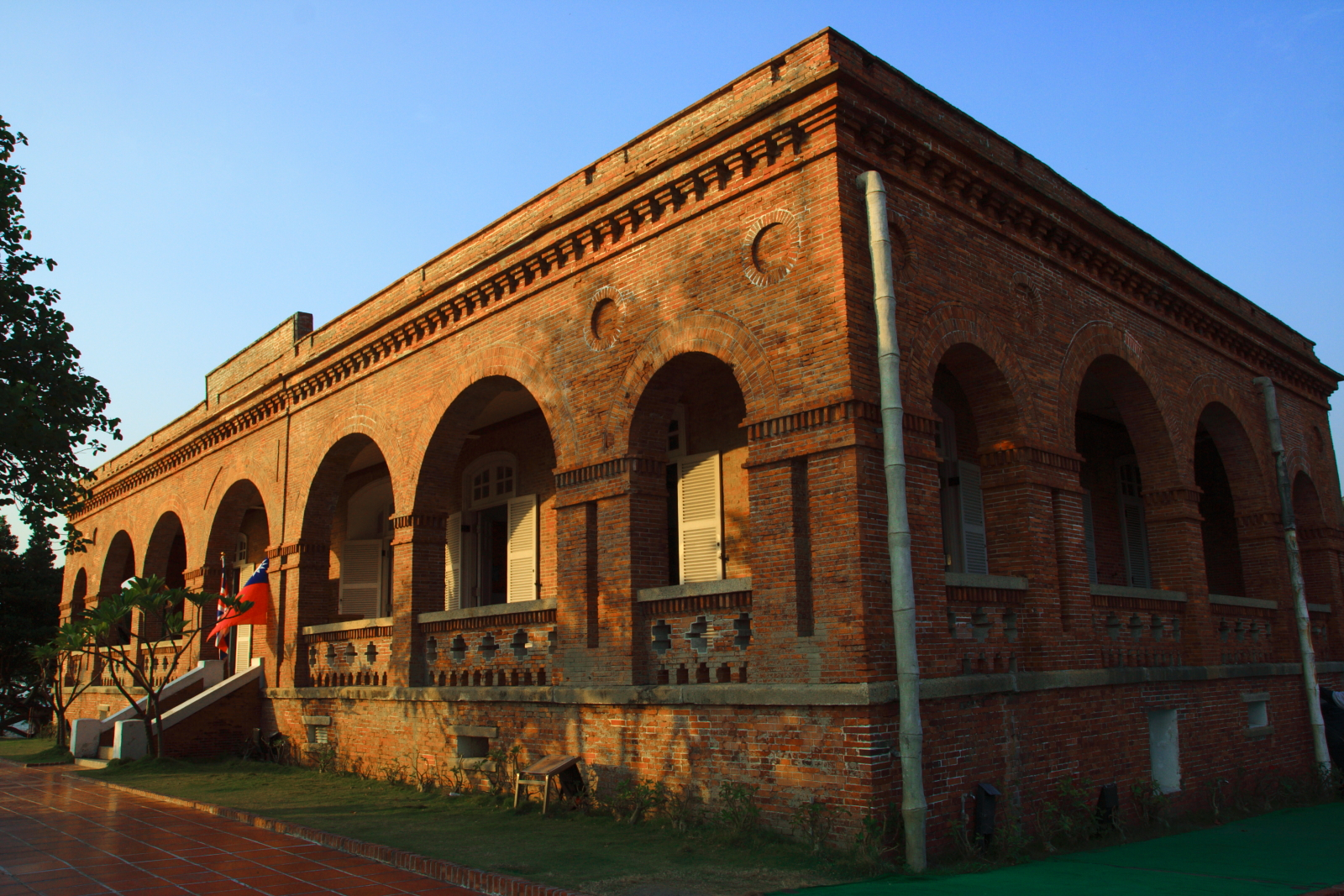
打狗英国領事館

- 三信高級家事商業職業学校学生活動中心、波浪教室
- 高雄駅
- 橋頭駅
- 旗山駅
- 高雄警備府庁舎
- 原頂林仔邊警察官吏派出所（中国語版）
- 美濃文創中心（中国語版）

### 観光スポット
1945年以前の公園緑地計画に関する考察がある。
東帝士85國際廣場（東帝士85プラザビル）
自強三路。高さ378mの超高層ビルであり、台北101ビルができるまでは中華民国一の高さを誇っていた。74階が展望スペースとなっていて、旗津や愛河を間近に見下ろすことができる。エレベーターは最高分速600 mで、最高速に近づくにつれて照明が暗くなり、天井に星空を映し出すという演出がある。入場料金は大人1人180元で、1階のエレベーター搭乗口脇の窓口で支払う。最寄り駅は捷運（紅線）の三多商圏駅。
統一夢時代
統一企業グループが建設した高雄の南部で最大のショッピングモール。館内に統一時代百貨や映画館がある。
大魯閣草衙道
日本の鈴鹿サーキットのコースレイアウトをデフォルメで再現したカートコースをもつ鈴鹿サーキットパークや、様々なスポーツアミューズメント施設が併設された複合ショッピングモール。繊維業から転身したレジャー企業の大魯閣グループが運営する。高雄国際空港に至近の高雄捷運公司南機廠敷地内にある。
三多三路
新光三越、太平洋SOGOなどの日系の百貨店や各種のブランド店が集中する地域。
#六合夜市
六合二路。高雄一の規模を誇る夜市。無数の露店が出る果物やB級グルメ、娯楽の宝庫。
漢神巨蛋（漢神アリーナ）
高雄の北部のデパート。台湾高速鉄道の左営駅の近く、地下鉄駅（巨蛋駅）もある。周りは高雄一番有名な夜市、瑞豊夜市がある。
義大世界
高雄の新生ショッピングモール。観覧車や遊園地やホテルがある。義守大学の関係商事義聯集團によって造られた。
景勝地
旗津
高雄港を取り巻く砂州で、市内からはフェリーで渡り、高雄港や東帝士85をはじめとする超高層ビル群をながめながらの10分程度の船旅である。島では海鮮料理や果物、アイスなど露店も楽しめる。南東のほうはコンテナ港になっておりトンネルで市街地や台湾全土とつながっている。
寿山
市内を一望する公園がある。日本統治時代には高雄神社があったが、現在は高雄市忠烈祠に変わっている。ふもとの旧市街地には歴史博物館（旧高雄市役所）、旧高雄駅、前打狗英国領事館などの歴史的建築物が多く残っている。もともと「打鼓山」「打狗（高雄）山」、猿がすんでいることにちなんで「Ape Hill」などと呼ばれていたが、大正12年、東宮時代の昭和天皇の行啓を記念して、当時の台湾総督田健治郎が壽山（ことぶき-やま）と改めた。野生のアカゲザルの保護と観察が続く。
西子湾
高雄市西端にある景勝地。
蓮池潭公園
郊外の左営にあり、七層の龍虎塔がある。
澄清湖
高雄の北郊にある人工湖で、かつての蔣介石の別荘地。九曲橋などがあるほか、近年、大型水族館がオープンしている。
田寮月世界
悪地地形と泥火山が発達したエリア。
旗津風車公園
旗津漁港に隣接した観光歩道。独特なデザインをした三枚羽の風力発電機が7基建っている。
台湾初でなおかつアジア最長の水平旋回橋。
光之穹頂
社寺
仏光山
台湾五大宗派の一つ、仏光山の総本山がある。2011年には、隣接地に「仏陀記念館」を開設した。
三鳳宮
主神に中壇元帥こと哪吒三太子を祀る。台湾最大の三太子廟となっている。
劇場、ホール、芸術
衛武営国家芸術文化中心
2018年に開業した台湾最大の国立劇場（歌劇場、コンサートホールなど）
駁二芸術特区
「前衛」「実験」「イノベーション」をテーマに旧倉庫街をリノベーションした複合アートスペース。
棧貳庫KW2
美麗島駅構内にあるパブリックアート。イタリアの芸術家ナルシサス・クアグリアータが4年半をかけて完成した。ステンドグラスとライトを組み合わせたガラス芸術作品で、「宇宙の誕生」、「成長」、「栄光と破滅」を表現している。
高雄市立図書館総館
植物と環境保護、文化が結びついた建築。
高雄ポップミュージックセンター
台湾南部のポップミュージックの中心。
大港橋

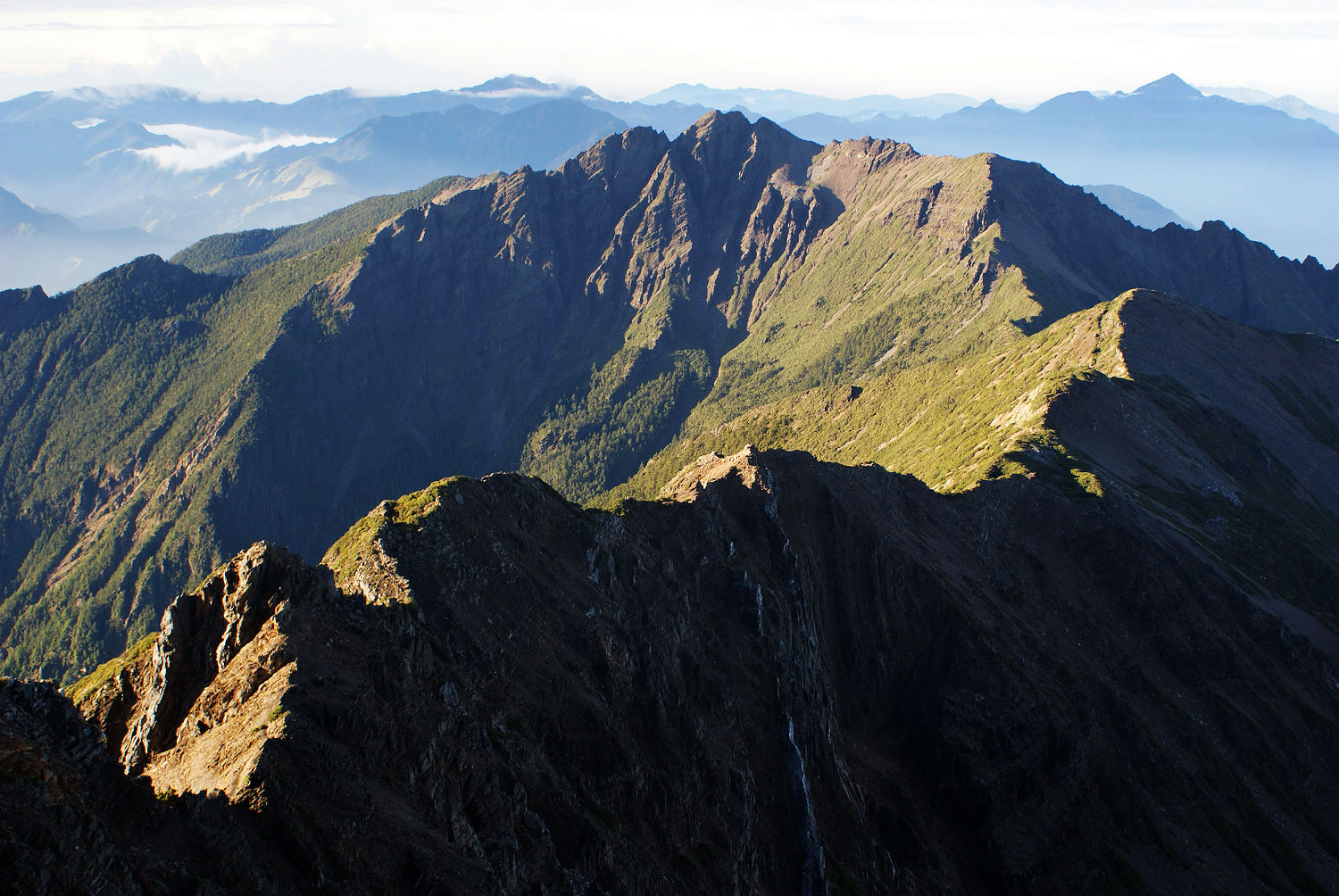
玉山山脈にそびえる玉山南峰（標高3844 m）。高雄県併合により高雄市最高峰となった
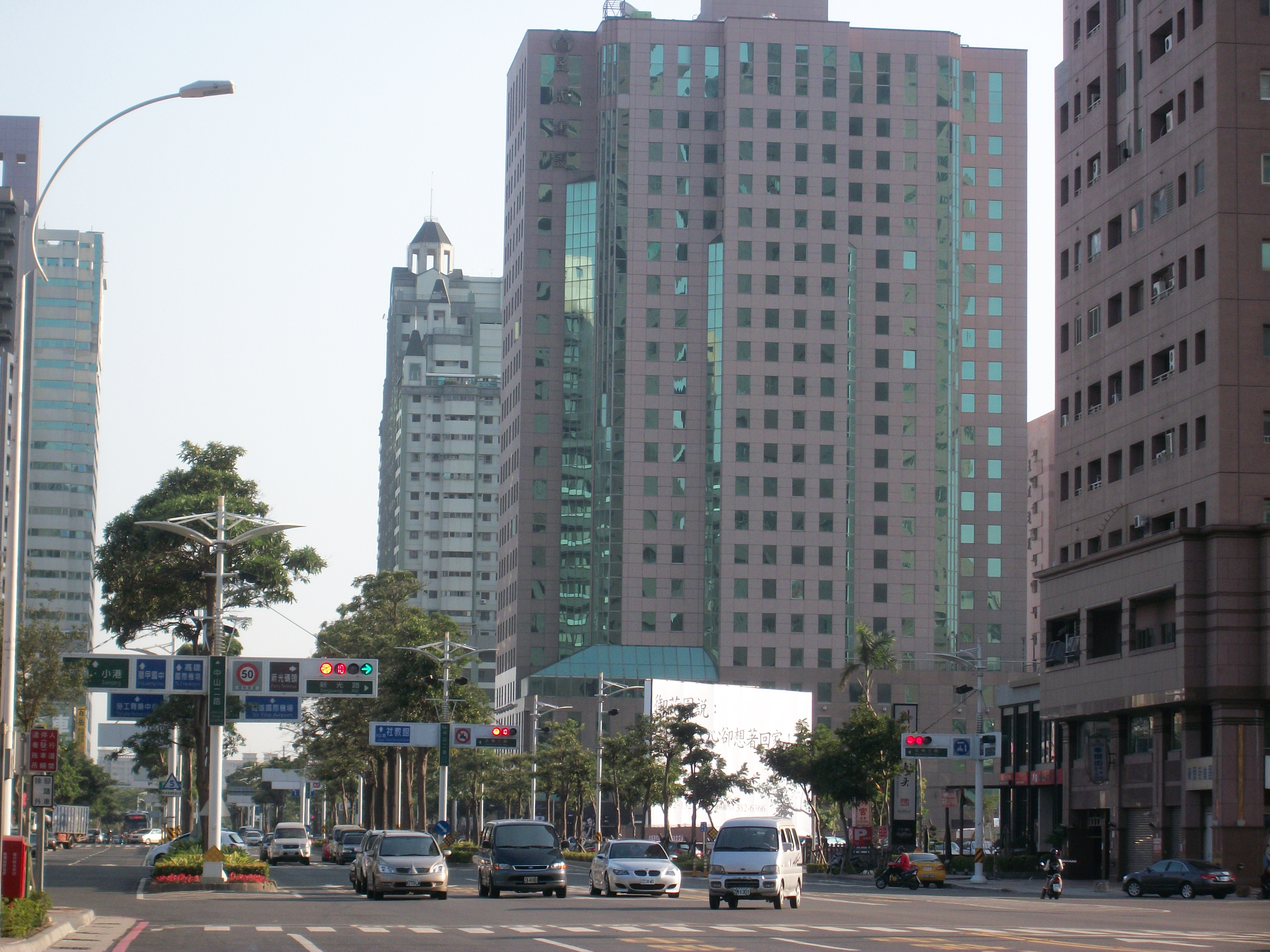
高雄都心部。中山二路付近
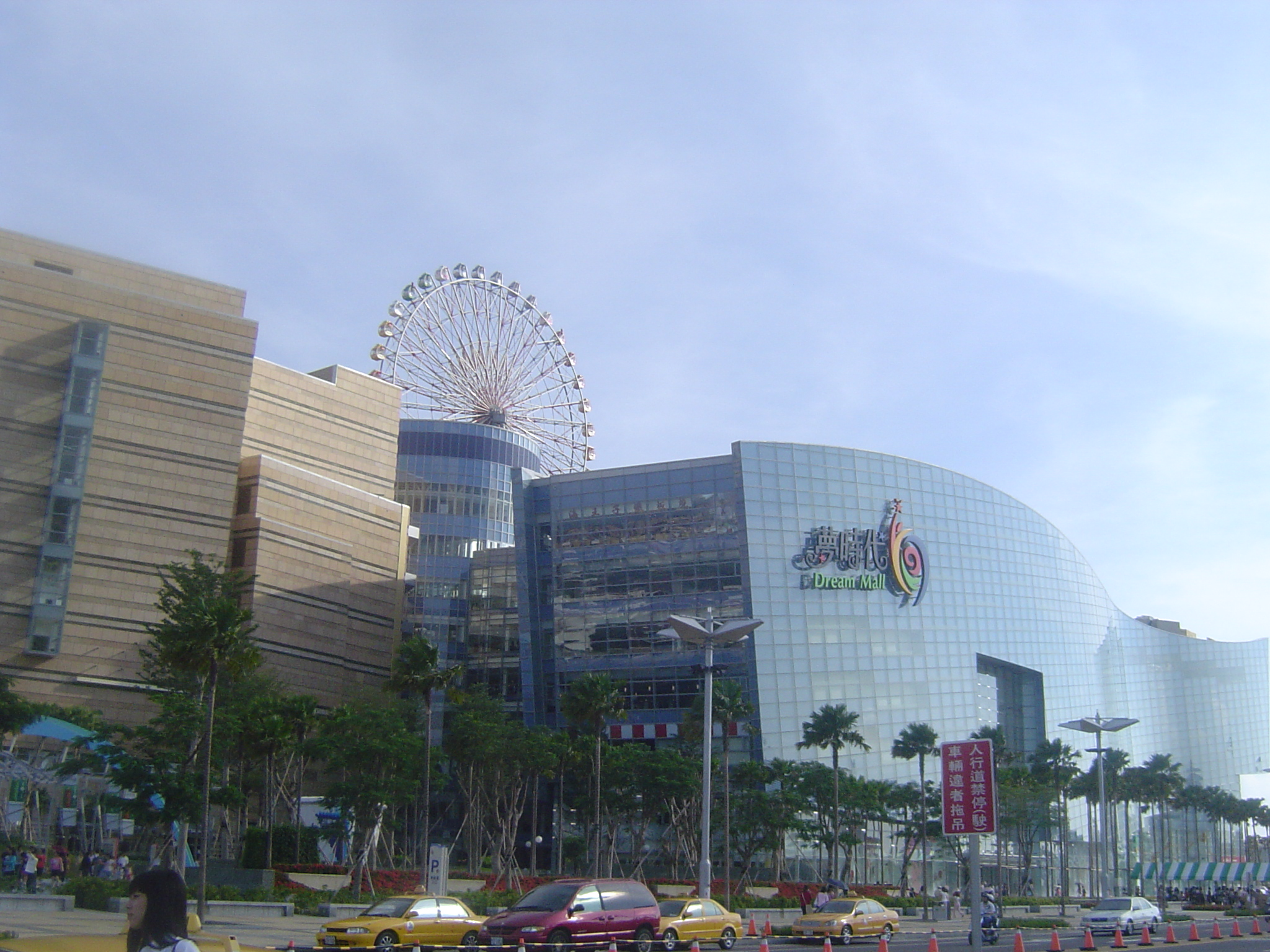
大型ショッピングセンター、統一夢時代
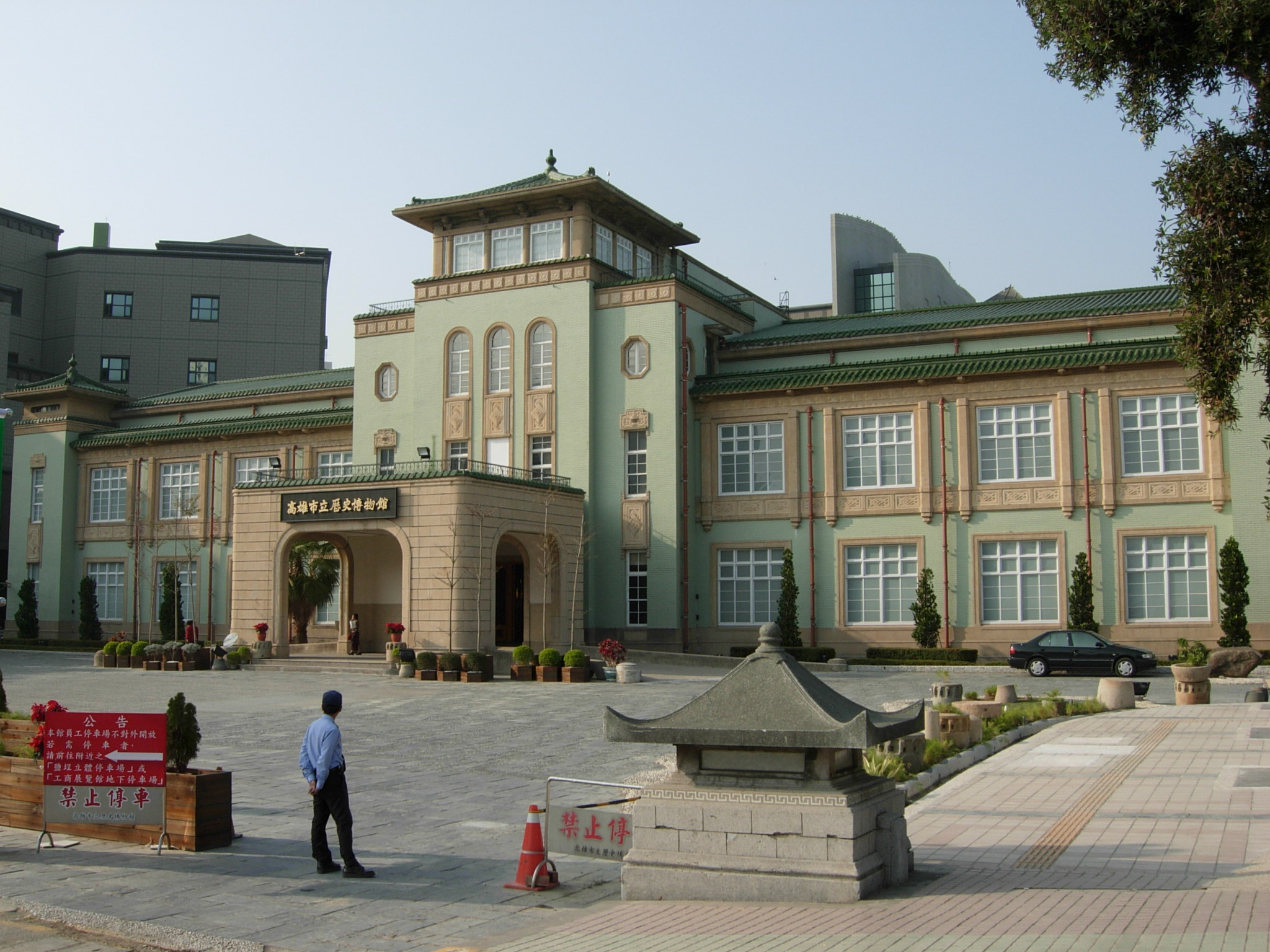
高雄市立歴史博物館
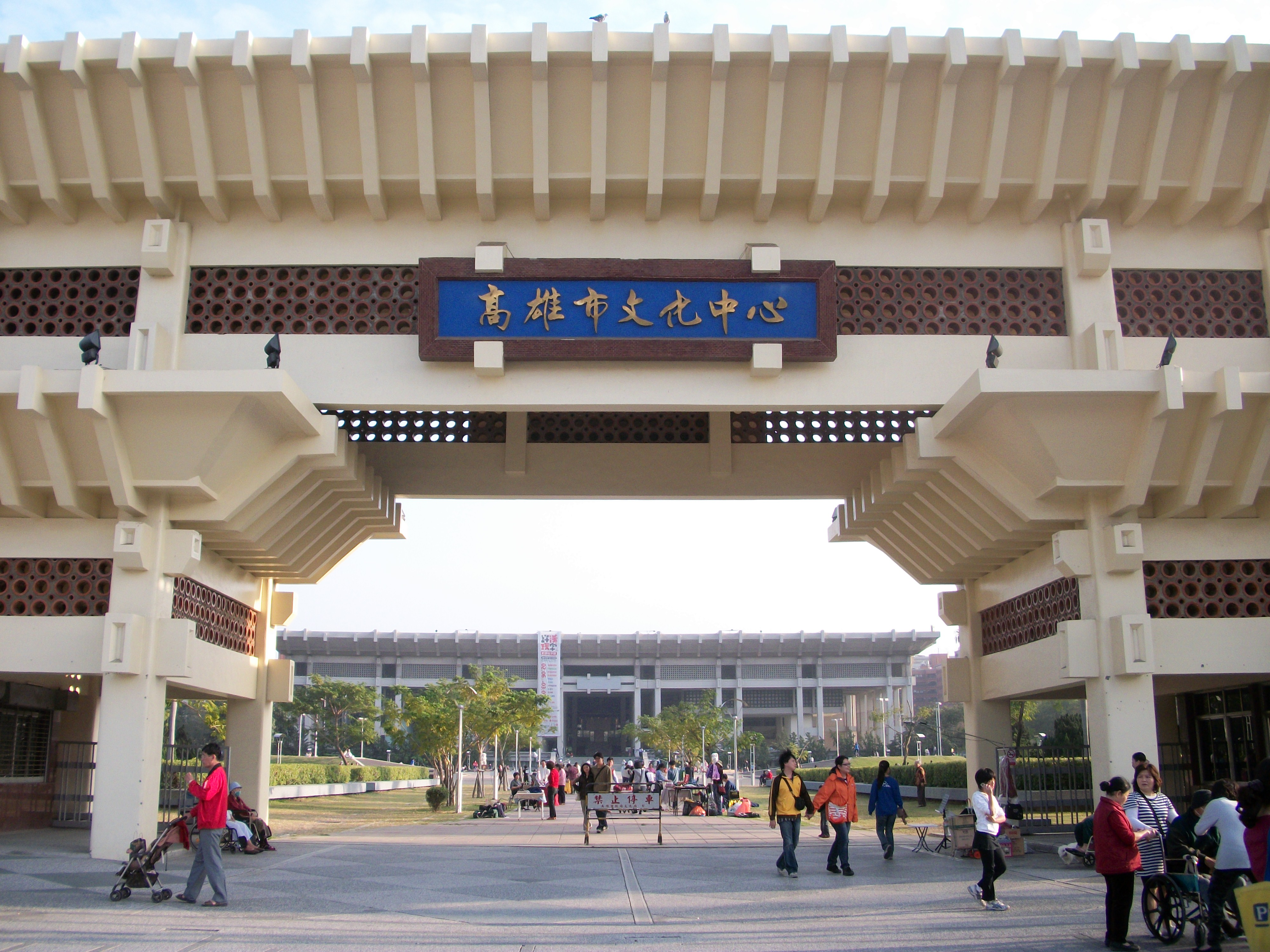
高雄市立文化センター
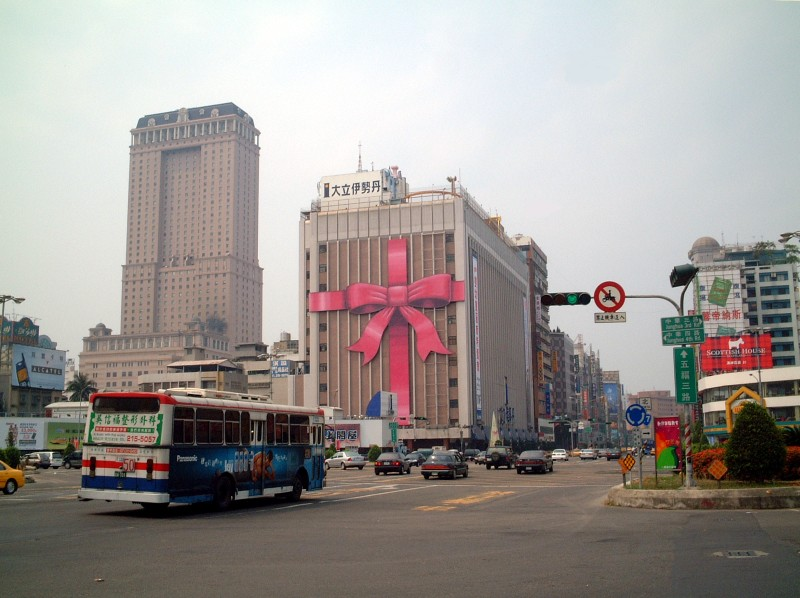
五福三路の正面リボン（当時のみ）は大立百貨（当時は大立伊勢丹百貨）後ろの高層ビルは漢神百貨（阪神百貨店）が入るビル
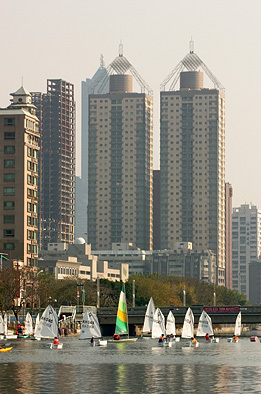
愛河に浮かぶヨット
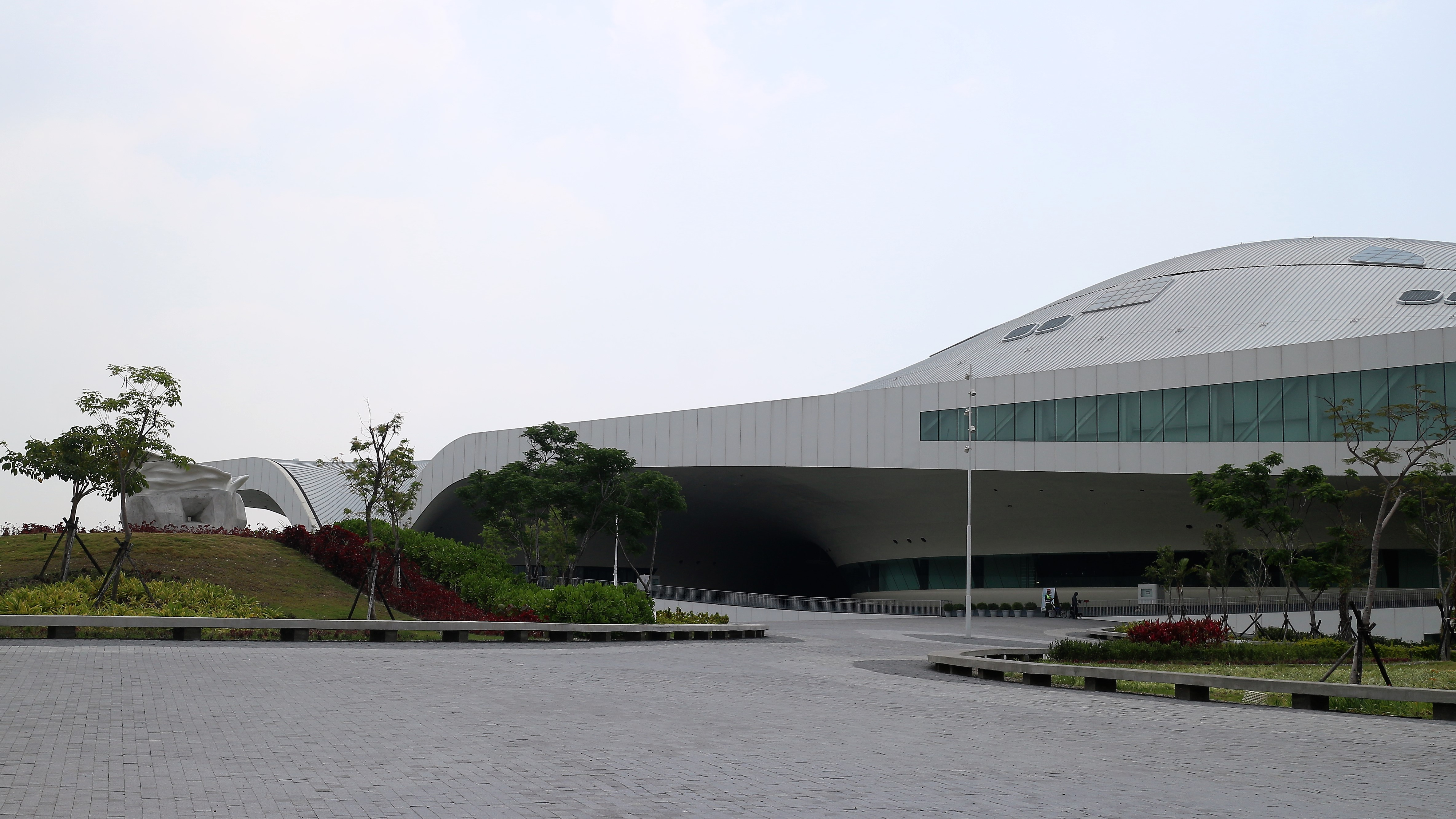
衛武営国家芸術文化中心
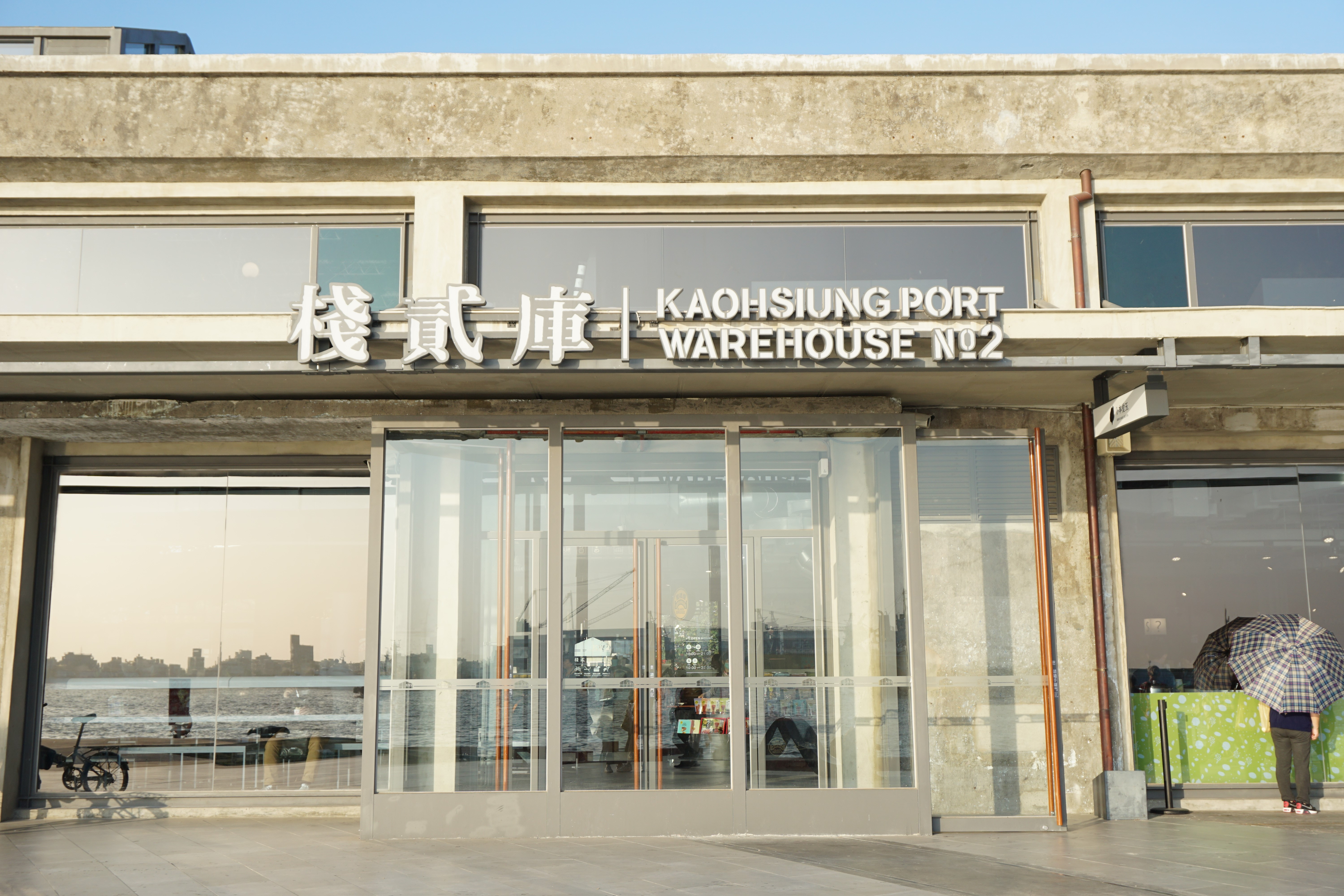
棧貳庫 KW2
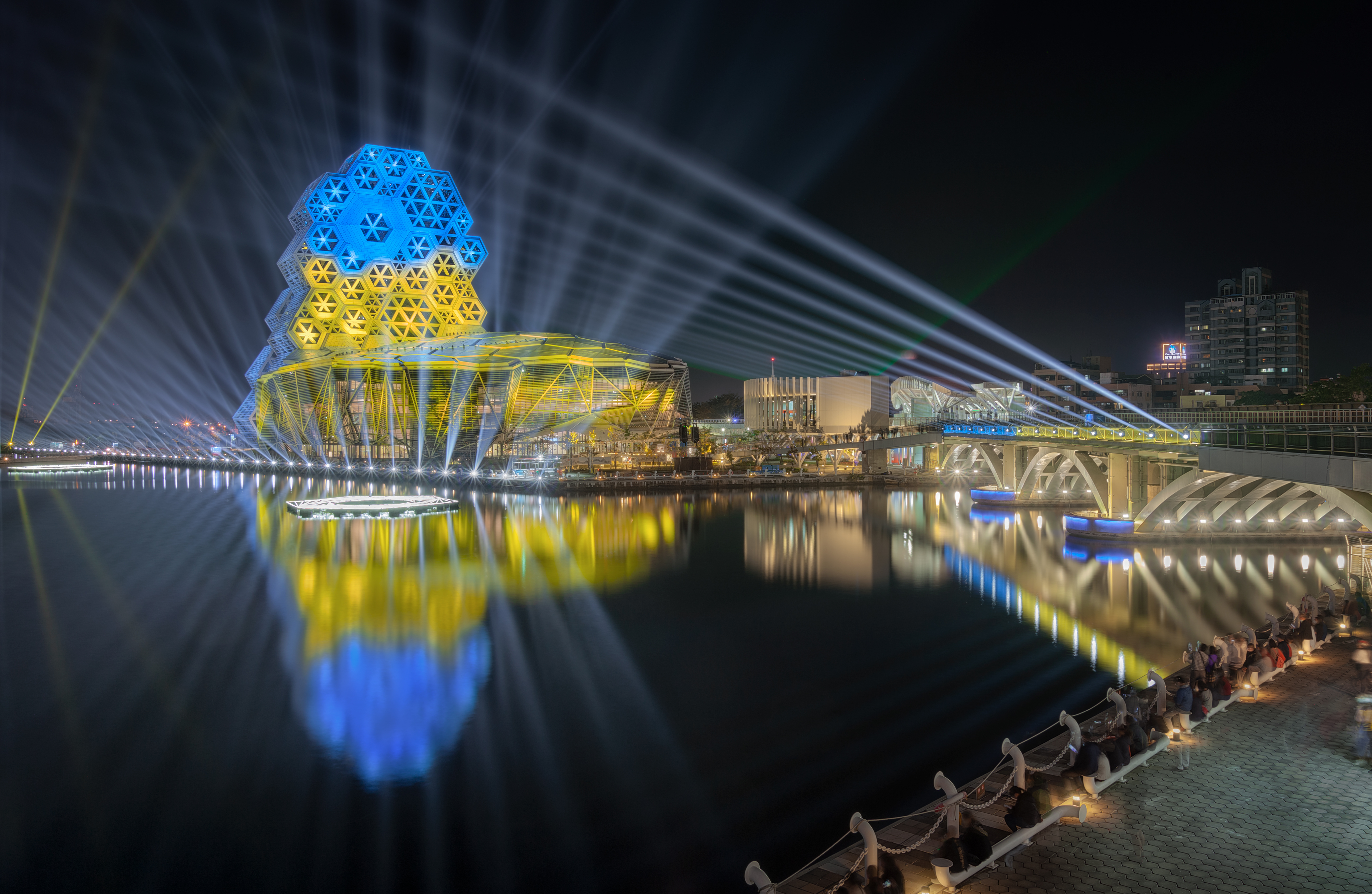
高雄流行音楽センター（英語版）

## 文化
高雄市立美術館は市内鼓山区内惟埤文化園区にあり、児童美術館と彫刻公園が付帯する。行政院が監修して湖北省博物館の収蔵する古代美術品を展覧した（1998年1月–同3月）。1999年には日本美術を紹介する国際巡回展を担当している。2012年3月17日–同5月27日には先住民文化を紹介する展覧会を催した。
駁二芸術特区は高雄港第3ドックの倉庫街を再利用してある。多分野のアーティストが招かれ、かつて荷役で賑わった港湾沿いにアトリエや工房が点在し、クリエイティブな空間に生まれ変わった。例年の「駁二動漫祭」に会場を提供する。サブカルチャーの普及は、毎年3月に催す大港開唱（Megaport Festival）の盛況ぶりからもうかがえる。高捷少女もここでブレイクした。
120年にわたる台湾の鉄道史に接するには、台湾初の鉄道博物館打狗鉄道故事館がある。芸術特区に隣接した、旧高雄港駅跡地に置かれた。ここには鉄道車両30両超を保存し廃線や製糖所あるいは炭鉱の施設線を含めた歴史的な鉄道風景250景をミニチュアで展示する。また哈瑪星（ハリセン）鉄道文化園区と一体で哈瑪星台湾鉄道館も開館し、鉄道文化遺産の活用も盛んである。地下鉄の美麗島駅を尋ねる事もできる。
高雄市立歴史博物館では、「〈教育〉観」をキーワードに戦前期の民衆娯楽論と日本との関連を考察し、製糖業の歴史をたどった。日本の文教施設との提携も進めている。
この都市が建築史に占める位置を確認するには、歴史的な建造物群のうち、リニューアルした話題の林百貨店や、かつての鉄道倉庫や病院を利用したブックカフェ、あるいは昭和時代を思い起こさせる建築を訪ねることができる。そのほか、現代の建築家としてを切り口に名建築を訪ねることができる。
スポーツ界に目を転じると、この都市では2009年7月、ワールドゲームズ第8回大会が開催され、オリンピック採用競技以外の種目の選手たちが技を競った。2006年–2009年に施行した競技場の設計者は、日本の伊東豊雄である。

## 出身･関連著名人
旧高雄県も含めている。

### 政治
行政院長、立法委員会
- 陳建仁（行政院長、元中華民国副総統）
- 林全（元行政院長）
- 邱毅（元立法委員）
- 王金平（立法委員）
- 林郁方（元立法委員）
- 林岱樺（立法委員）
- 陳柏惟（台湾基進立法委員、テレビプロデューサー）

教育関係
- 杜正勝（中国語版）（元中華民国教育部部長）
- 曽志朗（中国語版）（元教育部長）
- 林仙保（中国語版）（高雄県紅派、元台湾省議会議員）
- 鍾栄吉（中国語版）（親民党籍元立法院副院長）
- 許国雄（教育家、政治家）

知事経験者（高雄州）
- 楊秋興（元高雄県長）
- 林淵源（中国語版）（高雄県白派、元高雄県長）
- 富島元治
- 木村英俊
- 三浦碌郎
- 高橋親吉
- 太田吾一
- 平山泰
- 野口敏治
- 西澤義徴
- 内海忠司
- 赤堀鐵吉
- 坂口主税
- 高原逸人
- 今井昌治 （元高雄市尹）
- 松尾繁治 （元高雄市尹）

政治家
- 陳奕齊（台湾基進主席）
- 柯旗化（中国語版）（台湾独立運動者）
- 彭明敏 （国際法学者、台湾独立運動者）
- 許国雄
- 施明徳
- 馮寄台

市長経験者
- 陳菊
- 謝長廷
- 陳其邁（出生は基隆市。元代理市長→3代目高雄市長）
- 葉菊蘭
- 宗藤大陸
- 小島猛
- 横山竹男
- 中松乙彦
- さらぎ徳二
- 四之宮平祐

### スポーツ
野球
- 陳偉殷（MLB・NPB野球選手）
- 呉昌征（元NPBプロ野球選手）
- 呂明賜（元NPB読売ジャイアンツプロ野球選手）
- 許銘傑（NPBプロ野球選手）
- 洪一中（元中華職棒選手・監督）
- 徐生明（中国語版）（中華職棒元義大ライノズ監督）
- 彭政閔（中華職棒兄弟エレファンツ）

卓球
- 荘智淵（卓球選手）
- ジョー・アレクサンダー
- アンディ・ウォン
- 郭進興
- 謝淑薇
- 許文雄
- 戴資穎
- 陳毅維
- 陳傑憲
- 鍾承祐
- 荘佳容
- 曾仁和
- 田壘
- 洪一中
- 彭政閔
- 林子偉
- 呂彦青
- 呂明賜
- 福原愛

### 芸能
- 真楪伶（AKB48の元メンバー)
- 孫協志（5566(ウーウーリウリウ)のメンバー、俳優、司会者）
- 周幼婷（中国語版）（俳優）
- 康康（中国語版）（歌手、司会者）
- 許仁杰（中国語版）（歌手）
- 梁文音（中国語版）（歌手）
- 葉瑋庭（中国語版）（歌手、司会者）
- 高凌風（中国語版）（歌手、司会者）
- 李聖傑（中国語版）（歌手）
- 黄西田（中国語版）（歌手、司会者、俳優 )
- 黃妃（中国語版）（歌手）
- 蔡昇晏（中国語版）/瑪莎/マサ/ Masa（メイデイのベース）
- 楊大正（中国語版）（歌手）
- Leo王（中国語版）（歌手）
- 呉慷仁（俳優、モデル)
- 温昇豪（俳優)
- 曾少宗（俳優)
- 陳怡蓉（女優)
- コリン・チョウ（俳優)
- キャンディ・シュー
- 砂子義一
- 鳴戸史郎（俳優)
- ナンシー (タレント)
- 孟庭葦（歌手）

### 作家
- 王家祥（中国語版）
- 朱天心
- 龍応台
- 既晴
- 新垣宏一（中国語版）
- 宮城賢秀

### 映画監督
- 侯孝賢（広東省梅州市生まれ）
- 但漢章
- 張凱智

### 評論家
- 黄文雄 (評論家)

### 産業
- 劉保佑（中国語版）（シューズブランドラ・ニュー（中国語版）創設者）
- 陳中和（中国語版）
- 林迦（中国語版）
- 古賀三千人
- 浅野総一郎
- 後宮信太郎
- 杉本音吉（中国語版）
- 大坪與一（中国語版）
- 吉井長平（中国語版）
- 鮫島盛（中国語版）
- 海野三次郎
- 林虎彦

### インターネット
- 杜奕瑾（BBS批踢踢創設者）
- 陳盈豪

### その他
- 蔡元生
- 蘇耀文
- 許昭榮（中国語版）（元台湾人日本兵）
- 陳仁和（中国語版）（建築家）
- 楊清溪（中国語版）（飛行士）
- 飯田豊二
- 大谷光瑞
- 多田美波
- 手島悠介
- 鳥居鉄也
- 西林克彦
- リュー・チェン
- 林恭